# Kamiesznica (obwód wołogodzki)
Kamiesznica (ros. Камешница) – wieś w Rosji, w rejonie szeksnińkim obwodu wołogodzkiego. W 2010 r. liczyła 26 mieszkańców.